# Epigynopteryx punctata
Epigynopteryx punctata är en fjärilsart som beskrevs av W. Warren 1903. Epigynopteryx punctata ingår i släktet Epigynopteryx och familjen mätare. Inga underarter finns listade i Catalogue of Life.